# Келимяр
Келимя́р (также Кэлимээр) — река в Якутии, правый приток реки Оленёк. Длина реки — 254 км, площадь водосборного бассейна — 4050 км².
Исток реки находится на юго-восточных склонах кряжа Чекановского, на высоте более 300 м над уровнем моря, в левобережье нижнего течения Лены. Преимущественно течёт на северо-запад, в широкой долине, вдоль кряжа Чекановского. Река значительно меандрирует. В среднем течении русло расширяется до 55 м. Протекает по незаселённой местности. Ближайшие населенные пункты — Таймылыр, расположенный ниже по течению от её впадения в Оленёк, и Склад (Тюмяты), расположенный немного выше по течению. В бассейне преобладает лиственничная тайга и лесотундра. Впадает в Оленёк справа в 186 км от его устья, ниже впадения Бура, на высоте менее 3 м над уровнем моря. В нижнем течении ширина русла составляет 65-72 м при глубине 1,2-1,5 м, скорость течения в низовьях — 0,4 м/с.
Питание в основном снеговое. Замерзает с первой половины октября до начала июня.

## Основные притоки
Указаны притоки длиной 30 км и более.
| Название               | Расстояние от устья | Длина | Положение |
| ---------------------- | ------------------- | ----- | --------- |
| Кыстык-Хая-Юряге       | 11                  | 30    | левый     |
| Хотугу-Муойканда-Юряге | 69                  | 44    | правый    |
| Муойканда-Юряге        | 104                 | 51    | правый    |
| Булункан-Юряге         | 123                 | 36    | левый     |
| Мене                   | 153                 | 39    | левый     |
| Амыдай                 | 172                 | 37    | левый     |
| Олонгдо                | 175                 | 66    | левый     |
| Нёкю                   | 194                 | 70    | левый     |

## Данные водного реестра
По данным государственного водного реестра России и геоинформационной системы водохозяйственного районирования территории РФ, подготовленной Федеральным агентством водных ресурсов:
- Бассейновый округ — Ленский
- Речной бассейн — Оленёк
- Речной подбассейн — нет
- Водохозяйственный участок — Оленёк от истока до водомерного поста ГМС Сухана
- Код объекта в государственном водном реестре — 18020000212117600062580[4].